# جیمز داو (بازیکن فوتبال)
جیمز داو (انگلیسی: James Dow؛ ۲۷ مارس ۱۸۸۹ – ۱۹۷۲ (۸۲−۸۳ سال)) بازیکن فوتبال اهل بریتانیا بود.
از باشگاه‌هایی که در آن بازی کرده‌است می‌توان به باشگاه فوتبال هادرزفیلد تاون و باشگاه فوتبال کارلایل یونایتد اشاره کرد.